# Château du Général Lamarque
Le château du général Lamarque se situe sur la commune de Saint-Sever, dans le département français des Landes.

## Présentation
Jean Maximilien Lamarque, général de division de Napoléon, comte d'Empire, député du Tiers État, natif de Saint-Sever, s'est illustré lors de nombreuses batailles napoléoniennes. Il fait construire ce château dans sa ville natale en 1812 dans un style d'architecture néo-classique.
Comme son nom l’indique, cette maison a été la demeure du général Lamarque, général de division de Napoléon, comte d'Empire, député du Tiers État.
Cette demeure, souvent qualifiée de château, est bâtie sur une vaste parcelle entre 1810 et 1820. Le bâtiment garde un aspect très massif et imposant, notamment grâce à ses deux tourelles carrées. À sa construction, le domaine possédait un grand jardin allant jusqu’aux écuries, qui servaient aussi de lieu de stockage des productions de métairies. Aujourd’hui, les deux corps de bâtiments sont séparés par la rue Louis Sentex.

## Architecture
Le château s'ouvre côté cour par un portique d'entrée encadré de colonnes toscanes, comme le portail à la ferronnerie ornée du monogramme du général et de la couronne comtale. Gloire militaire de Saint-Sever, une statue est érigée sur la butte de Morlanne durant la troisième République en 1896 par Félix Soulès (1857-1904), et une colonne commémorative décore la place de Verdun.

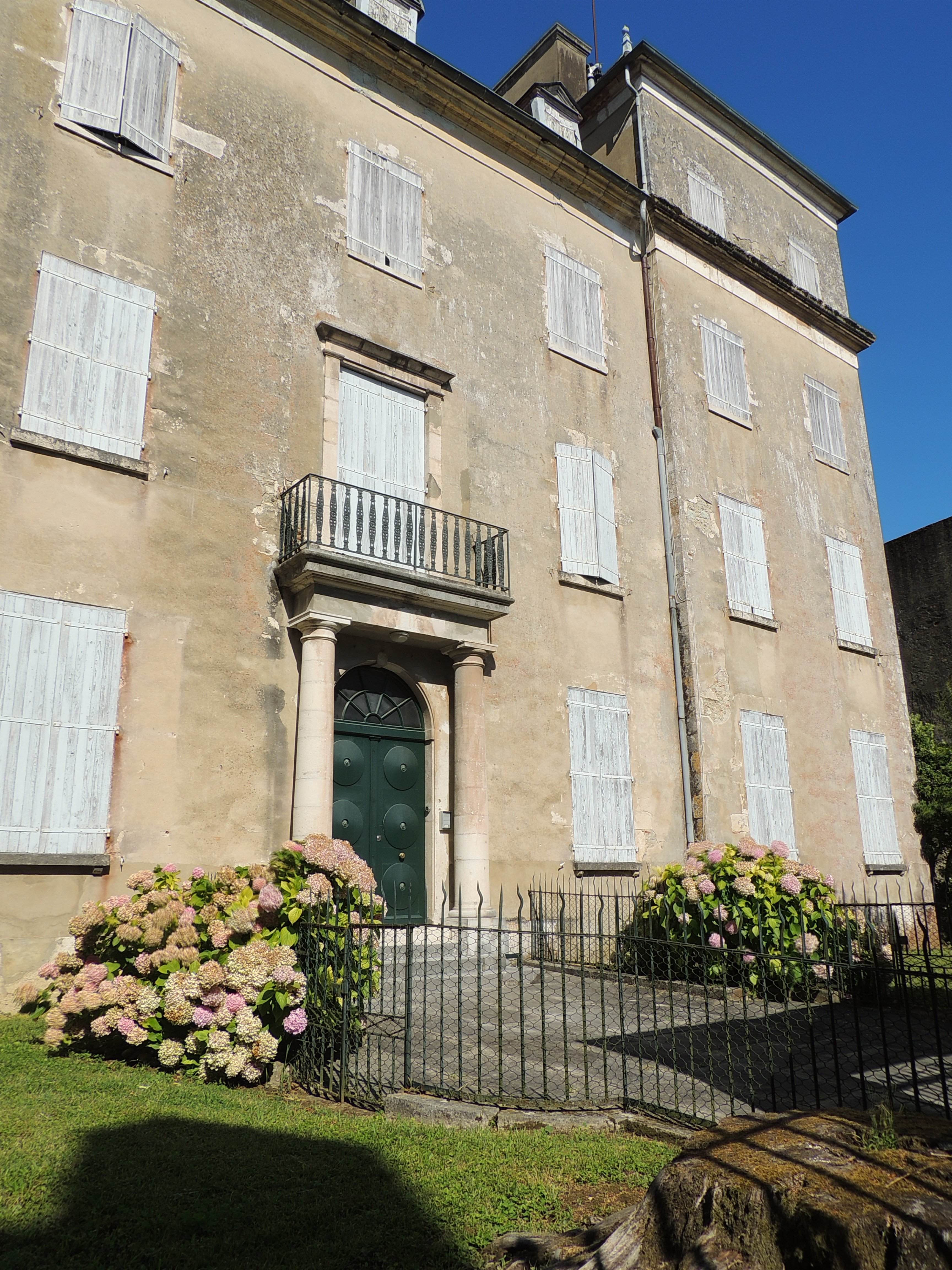
Entrée ouest du château du général Lamarque
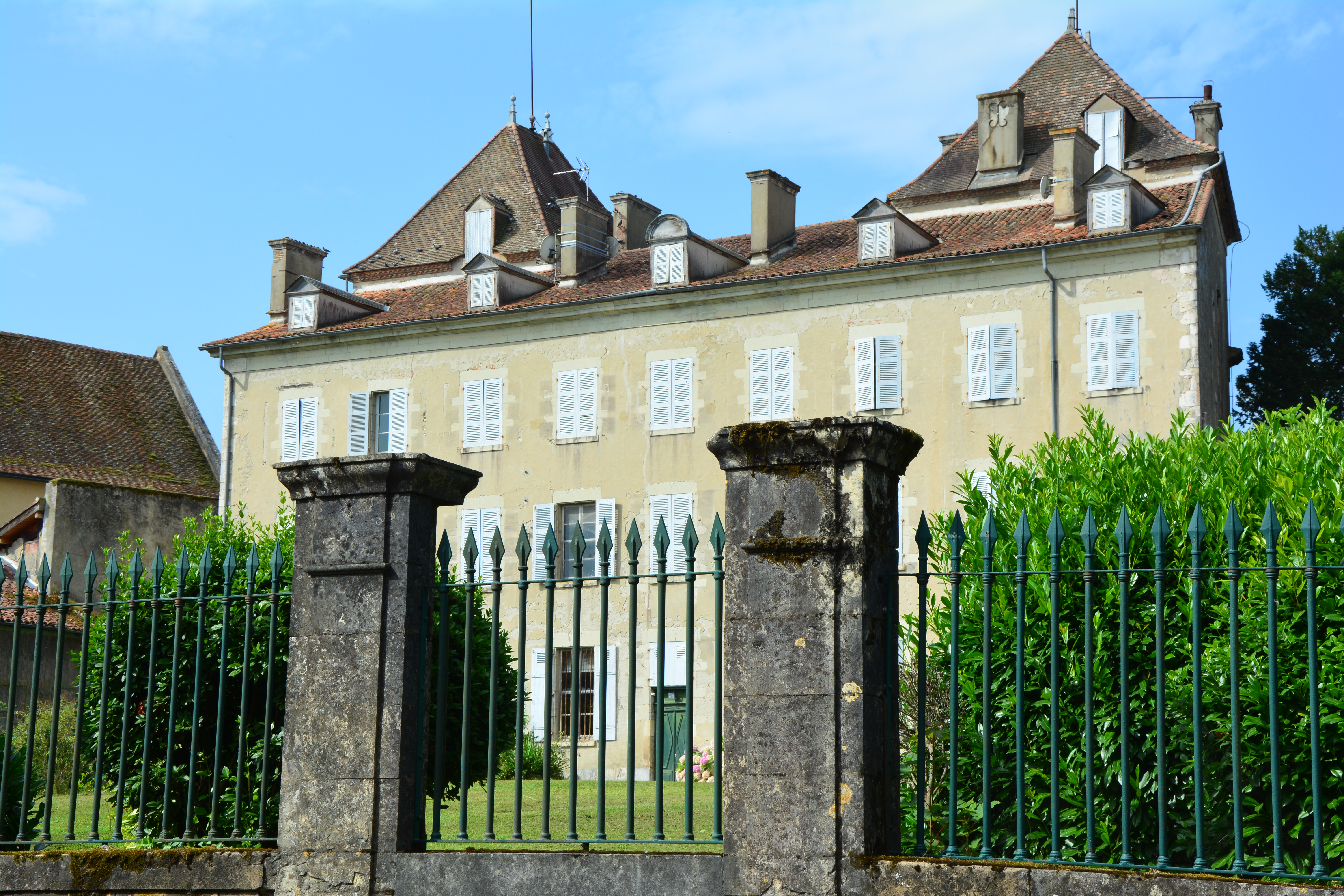
Façade est de la maison du général Lamarque